# Minim
à ne pas confondre avec le peuple de ce nom
Pour les articles homonymes, voir Minim (homonymie).
Les minim (hébreu mishnaïque : מינים « Minéens ») sont, dans la littérature rabbinique, des Juifs hétérodoxes, hérétiques, séditieux ou dissidents.
Le terme désigne selon l'époque les sadducéens, les gnostiques, les premiers chrétiens d'origine juive (les notzrim ou nazôréens), les karaïtes ou tout autre groupe s’éloignant du judaïsme traditionnel par les croyances ou les pratiques.
Les allusions talmudiques aux minim font l’objet d’une étude particulière dans les milieux académiques, beaucoup y voyant les témoignages juifs les plus importants de la séparation entre judaïsme et christianisme.

## La question dumîn

### L'étymologie du motmîn
Après la destruction du Temple (70), le mouvement pharisien/tannaïte se donne peu à peu comme exclusif et majoritaire. Dans la littérature rabbinique, ses opposants sont alors désignés par divers termes techniques et notamment par celui de min. Toutefois, cette désignation existait avant cette période, même si elle est assez rarement employée. Min est le singulier du terme minim sujet de cet article. Avant 70-90, au singulier, min signifie « espèce »,.
Il est assez difficile de savoir quel champ sémantique recouvre le terme min. Dans la littérature biblique de langue grecque, min est rendu par génos, qui signifie également « espèce ». Simon Claude Mimouni fait observer que « le grec « génos » traduit aussi l'hébreu « 'am », lequel renvoie à la notion de groupe ou de famille et, par extension, à celle de peuple,. » Dans les Manuscrits de la mer Morte et la littérature du mouvement du Yahad (unité, alliance), souvent identifié comme étant les esséniens ou comme l'une de leurs quatre tendances, le terme min est attesté avec le sens de « catégorie » ou de « variété »,. « Par la suite, le terme min paraît avoir désigné l'espèce qui se différencie, d'où, par une certaine extension plutôt péjorative, la « mauvaise espèce ». » Appliqué par analogie à certaines personnes ou groupement juifs, le sens est alors très proche d'« hétérodoxe » (vs. orthodoxe).
Chez Flavius Josèphe, qui écrit vers 75-95 mais à Rome, le terme génos est employé pour désigner une « secte », c'est-à-dire un groupement particulier de la nation judéenne,. Chez les pères de l'Église, le terme génos est attesté chez Justin de Naplouse sous la forme dérivée de génistai. Dans la littérature rabbinique, le terme min désigne à la fois le groupe (ou la secte) et le membre du groupe (ou de la secte).
Selon Mimouni, « il paraît donc possible de traduire min par hérétique, du moins pour le sens qu'il paraît avoir pris dès le Ier siècle de notre ère. »

### Le sens demîn,minim,minout
Le mot min ne caractérise donc pas un groupe particulier ; il qualifie simplement un groupe quelconque en dissidence ou en polémique à l'égard d'une certaine orthodoxie des pratiques et croyances juives. Dissidence ou polémique qui peuvent concerner de multiples aspects, et en particulier des aspects religieux ou politiques, la distinction entre ces deux domaines étant inexistante dans le judaïsme de l'époque. D'un point de vue collectif, on rencontre le terme minout.
« Ainsi, l'étiquette assez vague de min recouvre selon le temps et le lieu, des réalités assez diverses. » L'étiquette ne désigne pas un hérétique particulier et, pour tenter de préciser de quel type d'hérétique il est question dans un passage déterminé, on ne dispose que du contexte, souvent lui-même très difficile à déterminer faute de connaître le milieu, le temps, le lieu de la situation décrite et de la rédaction du passage qui utilise le mot.
Selon Mimouni, « la question se complique d'autant plus que la censure chrétienne, catholique, s'appliquera, aux XIIe et XIIIe siècles pour les manuscrits et au XVIe siècle pour les imprimés, à remplacer, dans certains passages des textes rabbiniques, le terme min par d'autres désignations. »

### «Ceux du dehors»
En grec, l'expression « ceux du dehors » (οἱ ἐκτός, var. οἱ ἔξοι) se trouve dans le Nouveau Testament pour désigner des adversaires de Paul (I Cor. 5,12-13 ; Col. 4,5 ; I Thess. 4,12, v. aussi I Tim. 3,7), et on trouve déjà dans le Siracide un emploi du terme au sens de « ceux (des juifs) qui ne font pas partie de notre communauté ». Ce texte est du petit-fils de Ben Sirac, l'auteur de la traduction de l'ouvrage de son grand-père, à Alexandrie vers 130 avant notre ère, et il peut désigner, par exemple, ceux des juifs alexandrins qui ne s'intéressaient pas trop aux écrits palestiniens rédigés en hébreu…
Des textes patristiques reprennent l'expression grecque dans le sens de « païens », mais le texte le plus significatif se trouve dans les Constitutions apostoliques, dans le même contexte euchologique que celui de la Prière des dix-huit bénédictions : les mémentos de la prière eucharistique, ainsi que les proclamations diaconales (VIII 12, §46 et VIII 10, §17), qui ont une source commune avec la Prière des dix-huit bénédictions.
« (Prions) pour ceux qui sont dehors et les égarés, afin que tu les fasses revenir au bien. »
Il s'agit alors, probablement, comme le terme « égarés », d'hérétiques chrétiens.
Il faut lui comparer le titre « évêque de ceux de l'extérieur » (episkopos tôn ektos) donné à Constantin le Grand.
Selon certains, le mot min en hébreu, une préposition qui veut dire « hors de », vient donc d'une adaptation, dans un milieu judéo-grec, de l'expression οἱ ἔξοι, « ceux du dehors », à la faveur du substantif hébreu mîn qui veut dire « espèce, race, nation » (dans la Bible en grec : genos). Il prend alors résolument le sens d'« hérétiques », ce qui est bien l'intention de Gamaliel II dans sa formulation de la « bénédiction des séparés » (v. birkat ha-minim). Daniel Boyarin soutient en ce sens que le terme minim apparaît chez les « Rabbis du IIe siècle » parallèlement au développement de l'hérésiologie chez les Pères de l'Église.

## Identité des minim

### Identité des minim jusqu'à la compilation des Talmud
Toutes les tentatives pour coller sur les minim une étiquette unique ont échoué. Josua Höschel Schorr « est arrivé aux conclusions suivantes:
- les minim mentionnés dans la Mishnah, la Tosephta, la Baraïta, le Midrash et le Talmud de Jérusalem désignent en général des chrétiens ou des judéo-chrétiens;
- les minim mentionnés dans le Talmud de Babylone sont parfois des chrétiens, parfois des manichéens, parfois encore des zoroastriens.

En d'autres termes, si dans le Talmud le maître amoaraïte qui intervient vit en Palestine, le min serait chrétien ; s'il vit en Babylonie, le min serait manichéen ou zoroastrien. »
En suivant cette ligne, R. Kimelan a distingué le sens du terme min dans la littérature des Tannaïm de celle des Amoraïm de Palestine et de celle des Amoraïm de Babylonie, ce qui « l'a conduit aux conclusions suivantes :
- dans la littérature des Tannaïm, le terme min est utilisé pour désigner des juifs dont la manière d'appliquer certaines halakhot dévie de la « norme », comme la façon de mettre les tephillin sur le front et le bras[16] — ces juifs sont à distinguer des païens[17];
- dans la littérature des amoraïtes de Palestine, le terme min est utilisé pour désigner des juifs « sectaires »[18] — en revanche les chrétiens d'origine païenne sont désignés par l'expression ummot ha`olam qui signifie « nations du monde »[19] »[1] ;
- le problème devient confus lorsqu'on aborde la littérature des Amoraïm de Babylonie où le terme min est utilisé pour désigner un païen et où l'expression « min parmi les nations » est difficile à interpréter. « Dans le Talmud de Babylone, le terme min peut également désigner différentes catégories de juifs y compris ceux qui sont « chrétiens »[1]. »

« De cette analyse, il résulte que dans la littérature de Palestine, tant à l'époque des Tannaïm qu'à celle des Amoraïm, le terme min a été utilisé pour désigner des juifs sectaires, c'est-à-dire des opposants au judaïsme pharisien/tannaïte, mais jamais des non-juifs, alors que dans la littérature de Babylonie ce terme est utilisé pour désigner parfois des non-juifs. »

### Identité des Minim après la compilation des Talmud
Dès le IIIe siècle, le terme Minim (espèces) fut utilisé par les Sages du Talmud pour désigner toutes sortes de dissidents à l'orthodoxie pharisienne, par exemple ceux qui prétendaient accorder aux Dix Commandements prééminence sur le reste de la Torah.
Au XIIe siècle, Moïse Maïmonide énumère dans son Mishneh Torah (Hilkhot Teshouva 3:7) cinq sortes de Minim, qu'il définit comme :
- Celui qui dit qu'il n'y a pas de Dieu, et que nul ne dirige le monde
- Celui qui dit qu'il y a un dirigeant du monde, mais qu'ils sont deux ou plus
- Celui qui dit qu'il y a un Maître du monde, mais pourvu d'un corps et d'une image
- Celui qui dit qu'Il n'est pas le Seul Premier et Créateur de tout
- Celui qui honore une divinité en dehors de Lui, afin qu'elle serve d'intermédiaire entre lui et le Maître du Monde.

Maïmonide enseigne également (Mishneh Torah, Hilkhot Tefilla 2:1) que la Birkat haMinim fut composée contre les apikorsim, terme relativement vague dont le sens premier est « Juifs devenus hérétiques par contact avec la philosophie hellène », mais employé indifféremment contre toutes sortes d'hérétiques.
Toutefois, des manuscrits conservés à la bibliothèque de Rome et à l'université de Cambridge (ces derniers provenant de la Guéniza du Caire et portant la signature de Maïmonide lui-même), portent également Minim.
Le terme Minim, compris comme désignant les premiers chrétiens, tant dans le Talmud que dans le Mishneh Torah, a souvent été censuré par les autorités ecclésiastiques et remplacé par Sadducéens.
Pour l'Église catholique de Rome, les Minim sont alors les chrétiens. 
- Dans son commentaire sur le passage cité (dans les éditions non censurées), Rachi l'explique comme se rapportant aux élèves de Jésus.
- Dans son Histoire des Juifs[22], Heinrich Graetz écrit :

« Par suite de leur hostilité croissante contre leur ancienne foi, les judéo-chrétiens furent considérés par le Sanhédrin de Jabné comme totalement séparés du judaïsme ; ils furent déclarés, au point de vue religieux, inférieurs aux Samaritains et, sous certains rapports, même aux Gentils. Il fut interdit aux Judéens de goûter de leur viande, de leur pain et de leur vin, comme il leur avait été interdit, peu de temps avant la destruction du temple, de goûter des aliments des païens. Les écrits chrétiens furent traités comme les livres de magie, et frappés d’anathème ; il fut expressément défendu d’avoir des relations avec les judéo-chrétiens, de leur rendre service, d’employer les remèdes dont ils se servaient en prononçant le nom de Jésus pour guérir les malades. On inséra à leur intention dans la prière journalière une formule de malédiction contre les Minéens et les délateurs. Cette formule fut rédigée, sur l’ordre du patriarche Gamaliel, par Samuel le jeune, et reçut le nom de Birkat-haminim. Elle paraît avoir servi en quelque sorte d’épreuve pour faire reconnaître ceux qui étaient secrètement attachés au judéo-christianisme. En effet, il fut décidé que l’officiant qui passerait cette formule ou la prière pour la restauration de l’État judaïque serait contraint de cesser immédiatement sa fonction. »

- Dans Une lecture juive du Coran (Berg, 2005), Haï Bar-Zeev rapporte une étymologie populaire de MYN, qui serait un acronyme de Maaminé Yeshou Nozri, les "Croyants en Jésus le Nazoréen"[23].

## Birkat haMinim
L'époque à laquelle apparurent les Minim est inconnue. Ils furent en tout cas assez gênants à l'encontre du judaïsme pharisien pour apparaître à plusieurs reprises dans le Talmud, polémiquant notamment avec Abbahou, et pour que Gamliel de Yavné institue la Birkat haMinim, "Bénédiction" des Minim (en fait une malédiction). La tradition l'attribue à Samuel le Jeune, à une date inconnue.

« Les rabbins ont enseigné : Chim'on haPakkouli a mis en ordre dix-huit bénédictions devant Rabban Gamliel à Yavne. Rabban Gamliel dit aux érudits : 'Y a-t-il quelqu'un qui puisse composer la Birkat haTzedoukim ? Samuel le petit se leva et la composa. »

— TB Berakhot 28b-29a
L'expression "mettre en ordre" (de la racine sdr) montre que l'opinion commune disant que la birkat ha-minim est la 19e bénédiction dans la prière des 18 bénédictions, cette opinion est douteuse. D'après une baraïta concernant la birkat bôneh yerušalayîm, 14e du šemônê ʿesrê : 
« 
Les XVIII (bénédictions mentionnent) les Minîm dans (la bénédiction) des Séparés (Parošîn, = 12e), les Gerîm (étrangers qui se convertissent) dans (la bénédiction) des Vieux (= 13e) et David dans (la bénédiction) bôneh yerušalayîm (= 14e).
 »
— (t. berakhôt, III 25)
En d'autres termes, la 12e bénédiction, dite aujourd'hui « des minim », existait antérieurement à l'insertion de ce motif, et celle-ci, mais non celle-là, peut être attribuée à Raban Gamliel, Simon ha-Paqquli ou Samuel le Jeune, sans doute à l'époque du concile de Yavné.
Voici la traduction d'une de ses formulations : 

« Pour les apostats, qu'il n'y ait pas d'espoir. Que le royaume de l'impertinence soit déraciné promptement de nos jours, et que les notsrim et les minim disparaissent en un instant. Qu'ils soient effacés du Livre de Vie et ne soient pas inscrits avec les justes. 
Béni sois-Tu Seigneur, Qui soumets les impudents. »